# 堀川町停留場
堀川町停留場（日语：／ Horikawachō teiryūjō */?）是一位於日本北海道函館市中島町21番地先、千代台町2番地先，函館市交通局（函館市電）湯之川線沿線的鐵路車站。

## 歷史
- 參考函館市交通局的歷史。

## 車站構造
- 堀川町站擁有2個月台（側式月台）、2條電車路線（相反方向），月台的配置是以交叉路口的中心點作為點反射中心。

## 車站周邊
- 中島廉賣（市場）
- King Store（Hasegawa Store的系列）
- 中島小學
- 北海道道83號函館南茅部線
- 函館巴士「堀川町」站

## 相鄰停留場
函館市交通局（函館市電）
湯之川線
千代台（DY11）－堀川町（DY12）－昭和橋（DY13）

## 外部連結
- 車站情報 - 堀川町（日文）